# Калот-кровосос
Калот-кровосос (лат. Calotes versicolor) — вид крупных ящериц из семейства агамовых.

## Описание
Общая длина достигает 40 см. Цвет кожи коричневый или серо-оливковый, жёлтый. У самцов голова ярко-красная. На спине имеются широкие коричневые полосы, которые прерываются желтоватыми полосами по бокам. От глаз проходят чёрные полосы. Брюхо с серыми продольными полосами. Хвост и конечности чёрные. Над барабанной полостью расположены две небольшие группы шипов. Имеется красноватый оттенок на горле и шее, поэтому получил название «кровосос». Имеет крепкие челюсти.

## Образ жизни
Предпочитает тропические леса, каменистую, скалистую местность. Встречается преимущественно на деревьях. В жаркий солнечный день ящерица сидит на ветке или на стене и греется на солнце с широко открытым ртом. При угрозе способна больно укусить. Питается насекомыми и мелкими позвоночными.

## Размножение
Это яйцекладущая ящерица. Половая зрелость наступает в 1 год. Самка откладывает во влажную почву 10—20 длинных, веретенообразных и кожистых яиц. Молодые ящерицы вылупляются через 6—7 недель.

## Распространение
Обитает в Афганистане, Пакистане, Непале, Бутане, Индии, Шри-Ланке, Таиланде, Малайзии, Мьянме, южном Китае, Вьетнаме, на о. Суматра (Индонезия) и Реюньон.

## Галерея

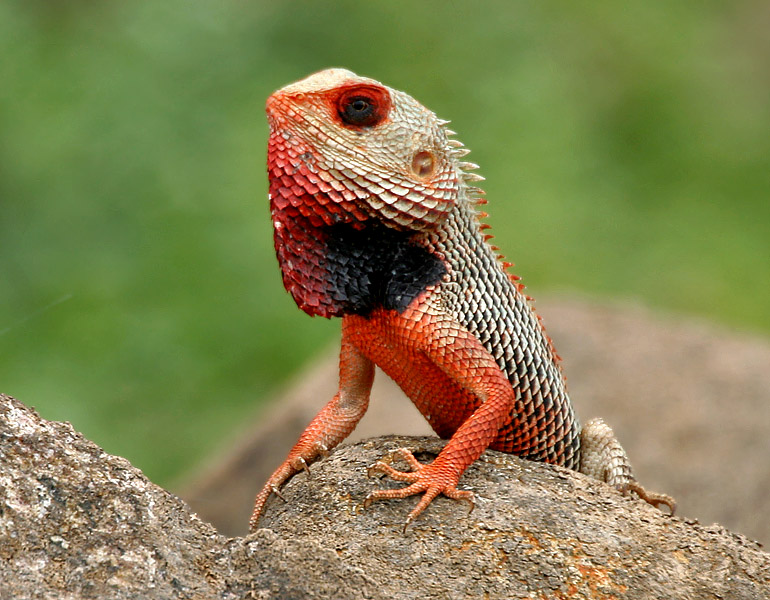
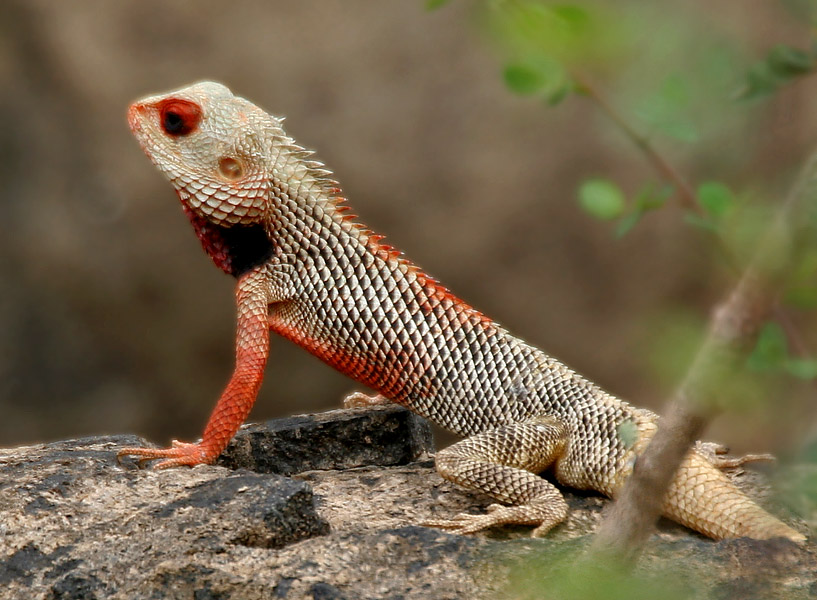